# شیلوروکامبوس
شیلوروکامبوس (یونانی: Σιλλουρόκαμπος)
شیلوروکامبوس نام ناحیه‌ای نوسنگی پیش از سفال ب در نزدیکی پارکلسیا و در شش کیلومتری شرق لیماسول (جنوب کشور قبرس) است.
شیلوروکامبوس همچنین محلی است که در آن قدیمی‌ترین شواهد اهلی کردن گربه‌ها توسط انسان وجود دارد.